# 宮里聖志
宮里 聖志（みやざと きよし、1977年2月28日 - ）は、沖縄県国頭郡東村出身のプロゴルファー。大和地所所属。身長166cm、体重82kg。血液型A型。
レッスンプロである宮里優の長男で、弟の宮里優作、妹の宮里藍もプロゴルファーというゴルフ一家である。同じ沖縄県出身のプロゴルファーの宮里美香とは縁戚関係はない。

## 経歴
3歳から父の指導を受けゴルフを始める。大阪桐蔭高校卒業。近畿大学中退後、1999年にプロテスト合格。2000年12月の「ファンケル沖縄オープン」でツアーデビュー。2002年の「ミズノオープン」でトップと1打差の2位に入り注目され、同年「全英オープン」にも出場した（予選落ち）。
2003年2月、プロデビュー3シーズン以内の獲得賞金額上位者の中からマナーや将来性などを加味して選ばれる「ルーキー・オブ・ザ・イヤー」を受賞。
2004年12月の「アジア・ジャパン沖縄オープンゴルフトーナメント」で念願の初優勝を果たした。翌2005年の同大会では高山忠洋にプレーオフで敗れ2勝目を逃している。
2008年11月の「第1回レクサス選手権」では2位に入った。

## 賞金ランキング
- 2001年 65位 ￥16,226,903
- 2002年 27位 ￥37,096,000
- 2003年 78位 ￥10,625,933
- 2004年 75位 ￥14,477,467
- 2005年 27位 ￥42,866,951
- 2006年 59位 ￥17,682,600
- 2007年 28位 ￥32,129,850
- 2008年 32位 ￥38,904,142
- 2009年 63位 ￥15,285,824
- 2010年 53位 ￥20,113,266
- 2011年 37位 ￥27,098,932
- 2012年 47位 ￥23,740,875
- 2013年 76位 ￥10,140,038

## 出演

### TV
- 聖志のゴルフ宮里流（テレビ東京）
- ゴルフスーパーバトル（テレビ東京）
- いいはなシーサー（テレビ朝日）
- ゴルフしようよ!! 宮里道場（テレビ東京）
- 宮里道場PREMIUMゲームの決断

### CM
- エリートグリップ - elite glips（2015年-）